# Pierre-Anne de Courten
Pierre-Anne de Courten (geboren als Pierre-Anne Courten; * Juli 1689 in Paris; † 18. Februar 1744 in Kembs, Oberelsass; heimatberechtigt in Siders) war ein Schweizer Oberst und ab 1742 Reichsgraf und Ritter des Ordre royal et militaire de Saint-Louis. Sein Bruder war Maurice de Courten. Er war ein prominentes Mitglied der Familie Courten.
1724 heiratete er in Paris Charlotte, Tochter des Marquis Pasquier de Franclieu, der auf der Île-de-France ansässig war. Seine Karriere begann 1705 als Kadett. 1721 wurde ihm das Patent zum Oberst verliehen, und in den Jahren 1724 bis 1744 war er Oberst des Regiments, «nachdem sein Vater zu seinen Gunsten demissioniert hatte». 1734 wurde er Brigadier, 1743 erhielt er den Titel eines Maréchal de camp, 1742 wurde er Reichsgraf.